# Touche d'impression d'écran

Position de la touche Impr. écran (Print screen) sur un clavier.

La touche d'impression d'écran (abrégée « Impr. écran » ou « Imp. écr. » sur les portables Packard Bell par exemple, en anglais Print screen) est présente sur la plupart des claviers, située habituellement à droite de la touche F12 dans un bloc contenant les touches Arrêt défil et Pause. La touche comporte aussi la touche Syst. Elle permet de réaliser une capture d'écran, en plaçant dans le presse-papiers la copie de l'écran sous Windows (mais sans le curseur de la souris, et avec des bandes noires lorsque plusieurs écrans de résolutions différentes sont utilisés), tandis que sous Linux une fenêtre apparaît proposant de directement sauvegarder l'image.
La combinaison de celle-ci avec la touche Alt permet de ne faire qu'une copie de la fenêtre active.
Historiquement, elle envoyait directement le contenu de l'écran à l'imprimante, le plus souvent via le port parallèle.
Des logiciels peuvent être associés à cette touche (par exemple Ksnapshot sous Linux ou Gadwin Printscreen sous Windows) et offrir des options élaborées :
- Sauvegarde de tout l'écran, de la fenêtre contenant le curseur ou d'une zone rectangulaire à préciser interactivement ;
- Capture immédiate ou différée ;
- Inclusion du pointeur de souris ou non ;
- Format de sauvegarde (.PNG ou autre) ;
- Lieu de sauvegarde ;
- Nommage automatique des captures.